# Apolysis zaitzevi
Apolysis zaitzevi är en tvåvingeart som beskrevs av Neal L. Evenhuis 1990. Apolysis zaitzevi ingår i släktet Apolysis och familjen svävflugor. Inga underarter finns listade i Catalogue of Life.